# Bregalnica
A Bregalnica (macedónul Брегалница) folyó Észak-Macedóniában, a Vardar bal oldali mellékfolyója.

## Nevének jelentése
A  hegyről való, hegyi.

## Földrajzi adatok
A Males-hegységben ered, Észak-Macedóniában, Štiptől 60 km-re keletre, és  Ubovónál torkollik a Vardarba. Hossza 184 km. 
Jelentős városok a Bregalnica mentén: Delčevo és  Štip. 